# Eratoneura citrosa
Eratoneura citrosa är en insektsart som först beskrevs av Ross 1956.  Eratoneura citrosa ingår i släktet Eratoneura och familjen dvärgstritar. Inga underarter finns listade i Catalogue of Life.